# Bakonyi Károly (író)
Bakonyi Károly (Nagyvárad, 1873. július 28. – Budapest, 1926. október 25.) magyar novellaíró, színműíró és tárcaíró.

## Élete
Bakonyi Károly és Reviczky Szeréna fiaként született. Apja irodalmi műveltségű úr volt, ő fordította németre elsőnek Herczeg Ferenc munkáit. 
Pályáját Nagyváradon kezdte. Fiatalon feltűnt finoman megírt, magyar levegőjű novelláival, emellett elvégezte a jogot és a földművelésügyi minisztériumba került. A modern magyar operettirodalomban ő volt az első, aki műveivel átlépte az ország határait és az egész világot bejárta. Sárgarigó című színművét a szegedi Dugonics Társaság megjutalmazta. Kun László című színművét a Nemzeti Színház 1906. február 23-án hozta színre, a Sárga keztyű című katonadrámáját pedig a Vígszínház mutatta be figyelemreméltó sikerrel, 1922. február 4-én. Sikereinek igazi területe azonban a zenés színpad volt. Martos Ferenc társaságában megírta a Bob herceg librettóját és ezzel egy csapásra a magyar operettszövegírók első sorába emelkedett. Legnagyobb és legjelentősebb sikerét azonban a János vitézzel aratta, mely az idők folyamán nemzeti daljátékká klasszicizálódott. Ez a daljáték Heltai Jenő verseivel, Kacsóh Pongrác nagyszerű zenéjével 600-nál többször került színre a Király Színházban és külföldi bemutatásain is egészen különleges sikereket aratott. Tatárjárás c. operettjével ő vezette be a fiatal Kálmán Imrét és ezzel az operettjével nyitott utat a magyar operett későbbi nemzetközi sikereinek. A Tatárjárás-t 160-szor játszották a Vígszínházban és játszották sokezerszer az egész világon. Bakonyi Károly ezután (Szirmai Albert zenéjével) gyors egymásutánban megírta a Mágnás Miskát (bemutató 1916. február 2., 100-adszor 1916. május 22-én került színre) és a Gróf Rinaldót (bemutató 1918. november 7. Király Színház.) 

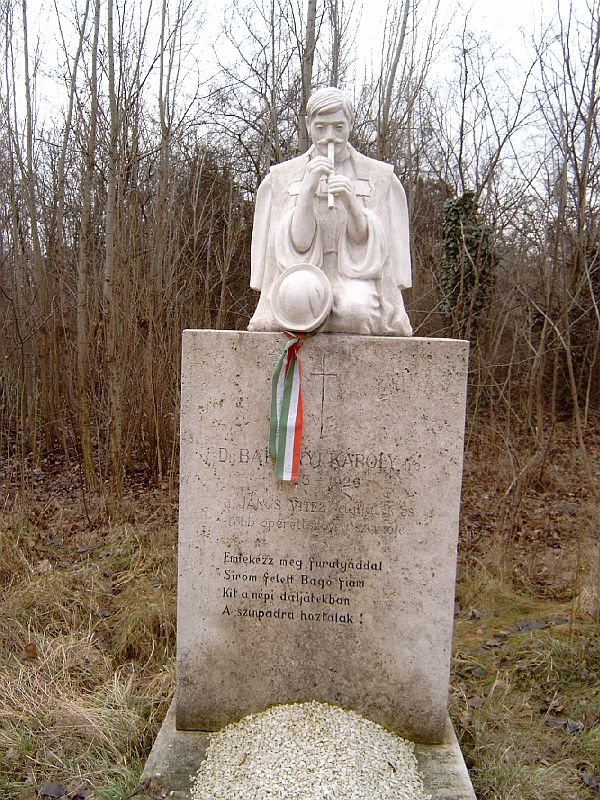
Sírja a Fiumei úti sírkertben (39-1-33). Alkotó: Horvay János

## Művei

### Operettlibrettók
- Huszka Jenő: Bob herceg (1902)
- Kacsóh Pongrác: János vitéz (1904)
- Kacsóh Pongrác: Rákóczi (1907)
- Kálmán Imre: Tatárjárás (1908)
- Obsitos (1910)
- Nemtudomka (1914)
- Kálmán Imre: Kis király (1914)
- Szirmai Albert: Mágnás Miska (1916)

### Egyéb művei
- Laci kisasszony (elbeszélés, Budapest, 1902)
- Kun László (szomorújáték (1906)
- Sárga keztyű (katonadráma, 1922)
- Szent Péter esernyője (színmű, Mikszáth Kálmán regénye alapján, Budapest, 1924)

## Külső hivatkozások
- Magyar életrajzi lexikon
- Magyar színházművészeti lexikon